# Агалик-трава гірська

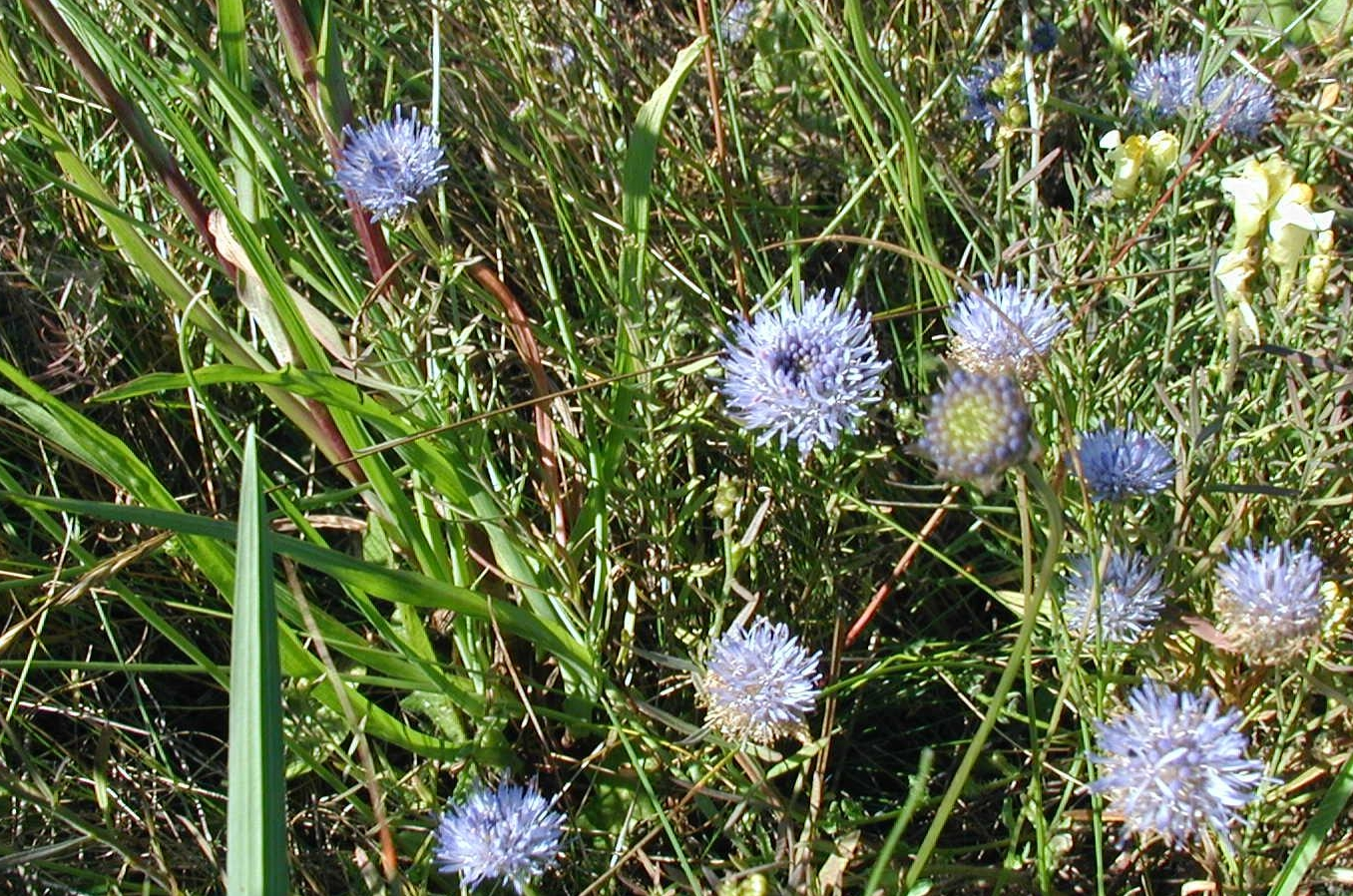
Агалик-трава гірська

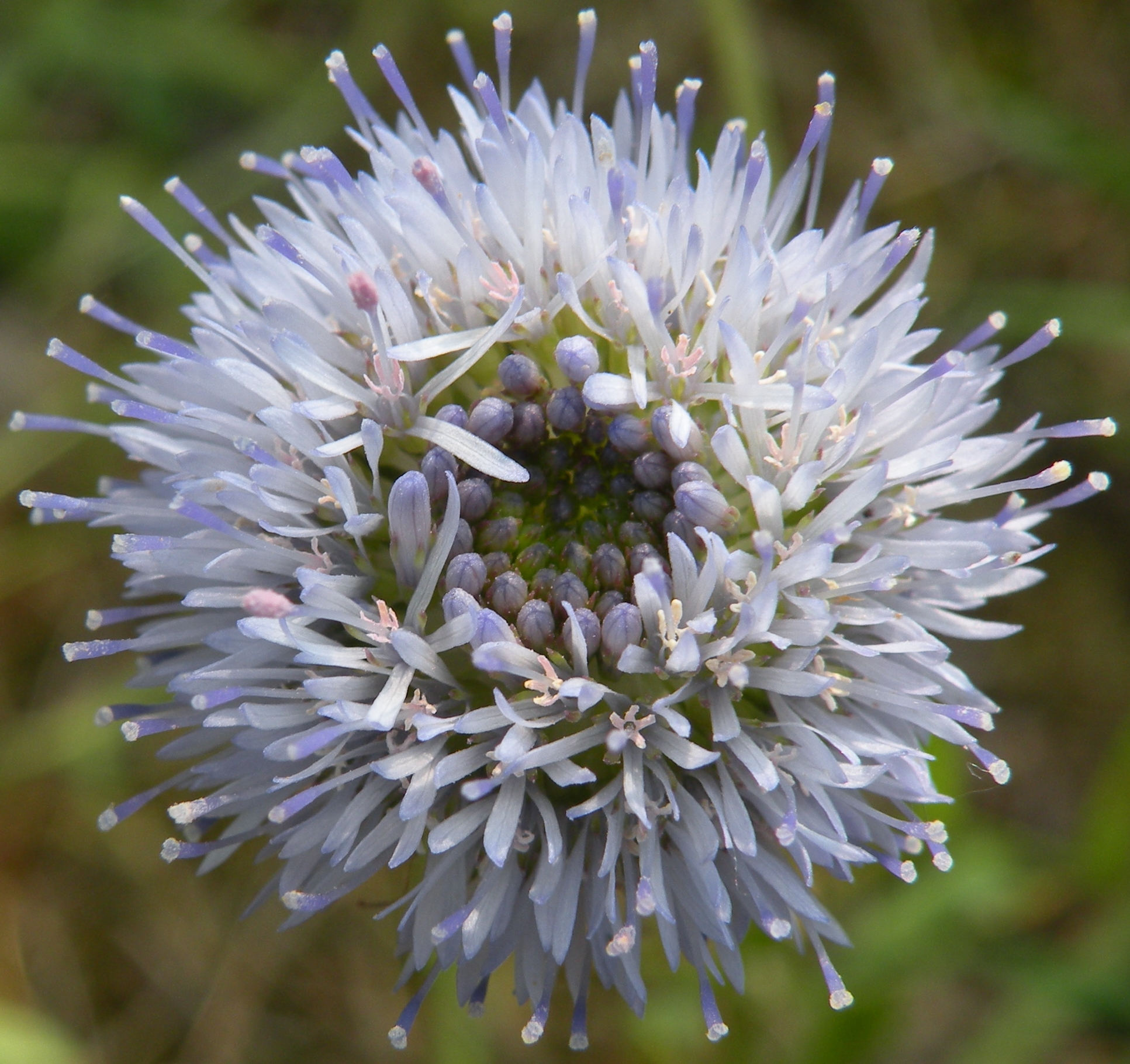
Квітка Jasione montana

Агалик-трава гірська (Jasione montana L.) — дворічна рослина роду агалик-трава родини дзвоникових. Народні назви: головайчик, комашник гірський, польова волотка.

## Морфологія
Корінь стрижневий. Стебла висотою 15 — 100 см, прості або розгалужені, густо облистяні та шерстистого опушені. Нижні листя довгасто-клиноподібні, виїмчасті; верхні — лінійно-довгасті, тупі, м'яко-опушені. Суцвіття головчасте. Квітки дрібні, віночок блакитний. Плід — яйцеподібна коробочка, що розкривається двома короткими стулками. Насіння яйцеподібні або еліптичні. Цвіте у червні — серпні. Плоди дозрівають в серпні -вересні.

## Екологія
Росте на піщаних місцях, у соснових лісах.

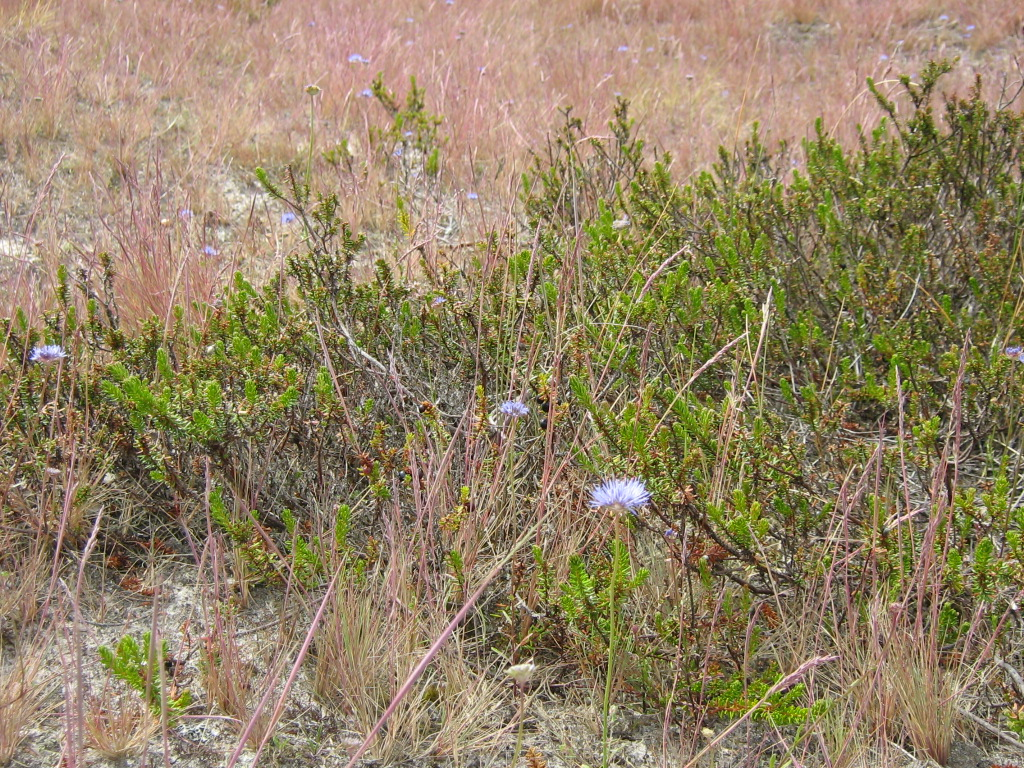
Агалик-трава гірська на узбережжі Балтійського моря (Словінський Національний парк)

## Поширення
Європейський Трапляється у багатьох регіонах України, рідше в степовій частині.

## Хімічний склад
Вивчений недостатньо. Відомо, що в надземній частині містяться інулін, флавоноїди (глікозид і його аглікони).
Хороша кормова трава (проте в зеленому вигляді тваринами не поїдається). Експериментальними дослідженнями встановлено, що Агалик-трава гірська має гемостатичну дію. У народній медицині його використовували у вигляді відвару всієї рослини при мігрені, непритомності, безсонні, задишці, як сечогінний, болезаспокійливий, при шкірних та деяких гінекологічних хворобах.

## Охоронні заходи
Входить до Офіційного переліку регіонально рідкісних рослин Донецької і Луганської областей.
Включений до Червоної книги Донецької області Червоної книги Східної Фенноскандії (Фінляндія) та до Червоних книг Вологодської області, Республіки Карелія, Ростовської області і Республіки Татарстан в Російській Федерації.